# Карпентер, Том
Том Карпентер (англ. Tom Carpenter; 31 августа 1887 — ?) — первый валлийский профессиональный игрок в снукер; также на профессиональном уровне играл в английский бильярд.
Карпентер был одним из лучших валлийских бильярдистов в своё время. В 1920—1930-х годах он успешно играл против таких игроков, как Джо Дэвис или Том Ньюмен. В 1922 он победил Дэвиса в матче по английскому бильярду со счётом 7000-1.
Том Карпентер был чемпионом Уэльса по английскому бильярду и полуфиналистом мирового первенства по этой игре в 1928 году. В 1927, на первом чемпионате мира по снукеру Карпентер дошёл до полуфинала, где проиграл Тому Деннису со счётом 10:12.
Карпентер был владельцем двух крупных бильярдных клубов в Кардиффе, один из которых насчитывал 15 столов, и именно из-за своей должности там он был вынужден отказаться от участия в профессиональных соревнованиях в 1935. Через шесть лет, в 1941 году в ходе бомбардировки города немецкими войсками его самый большой клуб был разрушен, и Том лишился своего бизнеса. Позже он переехал в Сомерсет, где продолжил играть в бильярд в местных любительских турнирах.